# Jongmyo
Jongmyo (Hangul: 종묘; Han-ja: 宗廟, Hán Việt: Tông Miếu) là một đền thờ Khổng giáo dành cho việc tưởng niệm các vị quốc vương và vương hậu của Nhà Triều Tiên (1392–1897). Đây là đền thờ Nho giáo lâu đời nhất còn được bảo tồn và các nghi lễ truyền thống vẫn tiếp tục từ thế kỷ 14. Những đền thờ như vậy đã tồn tại từ thời Tam Quốc (57-668) nhưng ngày nay đã không còn tồn tại. Đền thờ đã được UNESCO công nhận là Di sản thế giới từ năm 1995.
Đền thờ này tiếp giáp với Xương Đức cung và Xương Khánh cung ở phía nam. Chúng từng được nối với nhau từ triều đại nhà Triều Tiên nhưng sau đó bị ngăn cách bởi một con đường được xây dựng bởi thực dân Nhật Bản. Ngày nay, có một kế hoạch xây dựng để phục hồi cấu trúc ban đầu của ngôi đền.
Đền thờ chính được xây dựng từ tháng 10 năm 1394 khi vị vua đầu tiên của nhà Triều Tiên là Thái Tổ Thần Vũ dời đô đến Seoul. Nó đã bị phá hủy bởi hỏa hoạn trong các cuộc xâm lược của Nhật Bản, sau đó được xây dựng lại vào năm 1608.

## Lịch sử
Khi được xây dựng vào năm 1394, đây là một trong những tòa nhà dài nhất châu Á, nếu không muốn nói là dài nhất thế giới. Sảnh chính của nó được gọi là Chính điện có 7 phòng. Mỗi phòng được dành cho một vị vua và hoàng hậu. Khu phức hợp sau đó được mở rộng dưới triều đại của Thế Tông (1418–1450), người đã cho xây dựng hội trường Vĩnh Ninh điện (Hội trường của sự sung túc vĩnh cửu). Do nhu cầu để chứa những bia khắc tưởng niệm cho các vị vua sau này mà khu phức hợp tiếp tục được mở rộng cho đến khi có tổng cộng 19 gian phòng. Tuy nhiên, trong Nhâm Thìn Oa loạn, những kẻ xâm lược Nhật Bản đã đốt cháy ngôi đền ban đầu và một khu phức hợp mới được xây dựng vào năm 1601 và tồn tại cho đến ngày nay. Các bia khắc được bảo toàn khi được giấu trong nhà của một thường dân. Có tổng cộng 19 bia tưởng niệm của các vị vua và 30 bia tưởng niệm của các vị hoàng hậu đặt trong 19 phòng. Mỗi phòng đều đơn giản trong cả thiết kế lẫn đồ trang trí. Ngoài bia tưởng niệm còn có một bảng liệt kê những thành tựu của mỗi vị vua. Chính điện hiện là Quốc bảo Hàn Quốc số 227 và là tòa nhà truyền thống dài nhất Hàn Quốc.